# اوگوکی
اوگوکی (به انگلیسی: Ugoki) یک منطقهٔ مسکونی در پاکستان است که در ناحیه سیالکوت واقع شده‌است. اوگوکی ۲۳۳ متر بالاتر از سطح دریا واقع شده‌است.